# مكتب القوات الجوية الامريكية للتحقيقات الخاصة
مكتب القوات الجوية الأمريكية للتحقيقات الخاص هو جهاز تنفيذ القانون الفيدرالي الأمريكي الذي يقدم تقاريره مباشرة إلى وزير القوات الجوية . مكتب القوات الجوية الأمريكية للتحقيقات الخاصة : هو أيضاً جهاز التشغيل الميداني للقوات الجوية الأمريكية بموجب ألإرشادات الإدارية ومراقبة المفتش العام للقوات الجوية . وفق القانون الفيدرالي، يقدم مكتب القوات الجوية الأمريكية للتحقيقات الخاصة تحقيق جنائي مستقل ومكافحة التجسس وعمليات خدمة وقائية على نطاق واسع وخارج تسلسل القيادة العسكرية التقليدية . و بصورة إستباقية يحدد مكتب القوات الجوية الأمريكية للتحقيقات الخاصة ويتحقق و يبطل التهديدات الإجرامية التجسسية الخطرة على موظفين وموارد القوات الجوية ووزارة الدفاع الأمريكية وبالتالي حماية الأمن الوطني الأمريكي .
بناءاً على اقتراح مجلس الشيوخ لتعزيز أنشطة التحقيق في القوات الجوية تأسس مكتب القوات الجوية الأمريكية للتحقيقات الخاصة 1،آب،1948.أنشأ وزير القوات الجوية وليم ستيوارت سيمنغتون الرابع مكتب القوات الجوية الأمريكية للتحقيقات الخاصة كجهاز تشغيل ميداني وشكله بعد مكتب التحقيقات الفيدرالي.عين العميل الخاص جوزيف فرانسيس كارول أحد مسؤولين مكتب التحقيقات الفيدرالي ومساعد مدير مكتب التحقيقات الفيدرالي جون إدقر هوفر، كأول قائد لمكتب القوات الجوية الأمريكية للتحقيقات الخاصة وكلفه بتقديم تحقيقات مستقلة محايدة موجهه بشكل رئيسي للنشاط الإجرامي في القوات الجوية . أصبح كارول في وقت لاحق مدير لجهاز إستخبارات الدفاع . إعتباراً من عام 2007 ، لدى مكتب القوات الجوية الأمريكية للتحقيقات الخاصة 2900 موظف بعد تدريب الطيارين، يبقى هو الخيار المهني الثاني ألأكثر طلباً للموظفين في القوات الجوية .

## كفاءات مكتب القوات الجوية الأمريكية للتحقيقات الخاصة
- - حماية التقنيات والمعلومات المهمة .
- - الكشف والحد من المخاطر .
- - تقديم خدمات عالمية متخصصة .
- - إدارة التحقيقات الإجرامية الأساسية .
- - إشراك الاعداء والتهديدات الاجنبية بشكل هجومي .

إن حجر أساس مكتب القوات الجوية الأمريكية للتحقيقات الخاصة هو حل الجريمة بفاعلية وحماية الاسرار والتحذير من المخاطر واستغلال فرص معلوماتية وتشغيل ألكتروني . يحقق مكتب القوات الجوية الأمريكية للتحقيقات الخاصة في جرائم خطيرة متنوعة واسعة وخطيرة التجسس وألإرهاب و جرائم ضد الملكية والعنف ضد الناس والاختلاس و القرصنة والتحايل و تعاطي المخدرات وتوزيعها و جرائم مالية والهروب من الخدمة العسكرية وفساد العملية التعاقدية أو أي نشاط غير قانوني يضعف مهمة القوات الجوية .
كان مكتب القوات الجوية الأمريكية للتحقيقات الخاصة دائرة التحقيق العسكرية الوحيدة ولم تكن وكالة مخصصة لتطبيق القانون عندما أنشأت عام 1948.كان ذلك حتى عام 1976 حينما لاحظ جندي احتياطي التفاوت ولفت أنتباه القيادة إلى ذلك وسرعان ما سعى مكتب القوات الجوية الأمريكية للتحقيقات الخاصة وتلقى اعتراف رسمي وتعيين وكالة رسمية لتنفيذ القانون.

### عملاء مكتب التحقيقات الخاصة في إيران:
منذ عام 1966 وحتى عام 1979 يزود عملاء مكافحة التجسس الدعم للقوات الأمريكية في طهران. كان مكتب التحقيقات وكالة الأمن الوحيدة لوزارة الأمريكية في إيران كجزء لمجموعة المساعدة العسكرية، نجى العملاء بأعجوبة من البلاد خلال الثورة الأيرانية. مع تزايد التوترات تحولت مهمة العميل من الدعم الرئيسي لوزارة الدفاع الأمريكية إلى دعم مكافحة الأرهاب.ومع عدم وجود سياسة قائمة بشأن عمليات مكافحة الأرهاب، قام العملاء بقياس العديد من معايير سياسات وبرامج مكافحة الأرهاب.
في عام 1979 عاد آية الله الخميني من المنفى.هذا التحول في الأحداث اجبر عملاء مكتب القوات الجوية الأمريكية للتحقيقات الخاصة على الفرار من مكتب مقاطعتهم عندما اجتاحه الثوار.
وبينما معظم موظفين مكتب القوات الجوية الأمريكية للتحقيقات الخاصة تم إجلائهم عميلين من العملاء بقوا في الخلف وكانوا آخر الموظفين من الذين تم إجلائهم. حافظ هذان العميلان في طهران مع اثنين من موظفي الأتصالات في القوات الجوية الأمريكية على الموقع وبثوا المعلومات عبر راديو الموجات القصيرة. في النهاية، شقوا طريقهم نحو مطار طهران وتجنبوا القبض عليهم ست مرات متتالية.